# ماسیمو ماسینی
ماسیمو ماسینی (ایتالیایی: Massimo Masini؛ زادهٔ ۹ مهٔ ۱۹۴۵) بازیکن و مربی سابق بسکتبال اهل ایتالیا است.
از باشگاه‌هایی که در آن بازی کرده‌است می‌توان به المپیا میلان اشاره کرد.
وی در مسابقات کشوری و بین‌المللی در مجموع برندهٔ ۱ مدال برنز شده‌ است.